# Ramilândia
Ramilândia est une municipalité brésilienne située dans l'État du Paraná.